# 王家の谷 (ゲーム)
王家の谷（おうけのたに、英題：King's Valley）は、コナミ（現・コナミデジタルエンタテインメント）から発売されたMSX用アクションパズルゲーム。カシオ計算機からも同製品をROMでOEM（パッケージ左上にコナミロゴを付けてカシオとして）販売していた。海外ではMSX版だけではなく ZX Spectrum 版とMS-DOS版が発売された。
タイトル画面の表示および英語タイトルは"King's Valley"だが、エジプトのテーベに実在する王家の谷は英語で"The Valley of the Kings"である。
1998年発売の『コナミアンティークスMSXコレクション』（プレイステーション、セガサターン）に収録されたほか、携帯アプリとしても配信されている。
またMSX用ソフトとして続編『王家の谷 エルギーザの封印』(英題：King's VALLEY II)も1988年に発売された。

## 作品解説
ミイラが守るピラミッドを探検し、秘宝珠をすべて回収して扉から脱出することがゲームの目的である。床に穴を開ける際にはツルハシが必要となる。また、敵のミイラは神の剣で倒す。どちらもアイテムとしてステージ内に配置されている。敵のミイラは所定の位置から煙となって現れ、ビックの行く手を阻む。神の剣を当てるとその場で消滅するが、一定時間すると同じ場所から復活する。ミイラは一定回数壁に当たると消滅し、ゲーム開始時の位置から再び登場する。全部で5色あり、それぞれ性格が異なる（後述）。
主人公が死ぬときの効果音はピアノの鍵盤を手のひらで叩いたようなショッキングな音で、スクロール直後にミイラに鉢合わせして死んだ場合など、ひどく驚くことになる。一方で残機が増える際の効果音などは軽妙である。またゴールの扉が出現する時の効果音は、『ツタンカーム』（1982年、コナミ）のゴール時に使われているものと同じである。ちなみにこのゲームもピラミッドが舞台である。
ROMカセット版は全15ステージ。FD版は全60ステージで、15ステージごとにパスワードコンティニューがある。またFD版のみステージを自作できるエディットモードが搭載されている。なおFD版は1985年2月1日発刊の「Konami computer software catalog」上で型番RA002で発売予定とされていたが発売されることはなく、1988年に発売されたMSX用ソフトコナミゲームコレクションのvol.1に「秘蔵版・王家の谷」として収録された。

## ストーリー
ファラオが眠る王家の谷は、その大部分が盗掘されてしまった。しかし一部の王のミイラは密かに別の地へ運ばれていた。ミイラはそこで、いつか自分たちを神の国「太陽」へと導く秘宝珠を3400年にわたって守り続けていた。
この秘宝珠を求め、英国マンチェスター生まれの探検家ビックは、ミイラによって守られた王家の谷へ向かった。

### 基本操作
ショットボタンでゲームを開始する。カーソルキーで主人公のビックを左右に動かす。階段の昇降は階段と同じ斜め方向にカーソルキーを同時押しする必要がある（移植版では上下のみで良い）。
ショットボタンはアイテムの所持有無で動作が異なる。
アイテムはツルハシと神の剣がある。
・未所持　：1キャラ分だけジャンプする。カーソルキーを併用しなければ垂直に、カーソルキーを併用した場合は水平にジャンプする。色にもよるが、ミイラを飛び越えてやり過ごすことも可能。
・ツルハシ：床に縦２ブロック横１ブロック（１キャラ分）の穴を掘ることができる。左右ともに壁の際には真横の壁を同量削る。１回使用すると無くなってしまう。ツルハシの使用状況によっては上下左右に移動出来ずミイラも来ないケースがあるため、その場合はF2ボタンで自殺し面をやり直すしかない。
・神の剣：投げつけてミイラに当てると一時的に倒すことができる。神の剣は投げると水平に飛んでいき、何かに当たった場所で落ちて再取得可能になる。倒したミイラは一定時間で復帰するが、神の剣も回収すれば何度でも使用できる。
アイテムは一度に1つしか持てない。使用はショットボタンで行うため、アイテムを持っているとジャンプできない。
またジャンプできない空中や階段の途中などでは、神の剣を投げることもツルハシを使用することもできない。
ステージに数個ある秘宝珠をすべて回収すると扉が2枚出現する。部屋に入った時の扉を通ると前のステージに戻り、そうではない方では先のステージへ進む。扉を開けるには扉の横にあるスイッチの下でジャンプをする必要がある。
前のステージに戻ってしまっても、扉は出現したままなのですぐに元のステージに戻れる。
F1キーでポーズ。F2キーで自殺。

### ステージ構成など
ステージはロードランナーのようなサイドビューとなっており、斜めに架かっている階段で上下の床がつながっている。奇数ステージは1画面、偶数ステージは左右にスクロールする2画面からなる。また、4ステージごとに床の色が茶色→青→赤→緑と変化していく。ステージをクリアして扉をくぐると、勇ましい音楽とともにピラミッドの地図が画面に現れ、次に進むピラミッドが示される。
また、ギミックとして増殖する壁と回転扉がある。
・増殖する壁：所定の位置を通過したときに天井から伸びてくるもので、挟まれるとプレイヤーは死ぬがミイラは倒せない。一度発生したらツルハシで削らない限り消えない。
・回転扉：青い側と白い側がある。一方通行になっており、青い側からしか通ることができず、通った側に青い側が移る。ミイラはこの扉を通れない。回転扉は秘宝珠をすべて回収すると消滅する。
ステージの随所に秘宝珠が配置されており、これらをすべて回収することがゲームの目的である。時として石室の中にあることもあり、その場合にはツルハシを使い、床を掘ったりして穴を開け道を作る。ロードランナーと異なり、掘った床は時間経過では戻らないし、１回では１つの穴しか掘れない。またツルハシの数＝掘れる総回数の制限や、ジャンプ不可がためのツルハシ持ち込みが出来るかどうかなどもある。これらはパズル要素となっているが、状況によっては埋まってしまったり、ツルハシが足りなくなったりしてクリア不能となる場合がある。その際はF2キーで残機を減らしてリセットする必要がある。

## キャラクター
ビック
主人公。英国マンチェスター生まれの探検家。続編『エルギーザの封印』には13代目の子孫が登場する。
ミイラ男
全部で5色5種類のミイラがいる。
| 名称         | 追尾性能 | キョロキョロ | 歩き | 階段 | ジャンプ | 概略                                                                                       |
| ------------ | -------- | ------------ | ---- | ---- | -------- | ------------------------------------------------------------------------------------------ |
| 白ミイラ     | 低い     | する         | 遅い | 同等 | しない   | 最も弱いミイラ。遅く追尾もあまりしないが、それだけに行動が読めない面もある。               |
| 黄ミイラ     | 低い     | する         | 同等 | 同等 | する     | 歩きが速くなったが、キョロキョロするためイマイチ生かせていない。                           |
| ピンクミイラ | 低い     | する         | 遅い | 速い | しない   | 階段が早くなった白ミイラ。赤ミイラと色の見分けがつきにくい。                               |
| 青ミイラ     | 高い     | しない       | 同等 | 同等 | する     | 主人公と同等の移動性能を持つ上に追尾性能も高く、執拗に追ってくる。                         |
| 赤ミイラ     | 高い     | しない       | 同等 | 速い | しない   | 主人公以上の移動性能を持って高い追尾をしてくる難敵だが、追尾より階段を優先することがある。 |

- 追尾性能 ： 低い＝主人公と近くならないと追尾しない。高い＝画面内であれば追尾する。どちらも数歩毎（キョロキョロするタイミング）で再追尾している。
- キョロキョロ ： 数歩毎に周りを見るアクションをするか。その間は立ち止まるため、敵としてはする方が楽。
- 歩き・階段 ： 主人公と比較して、遅い・同等・速い。特に階段の速さは主人公の2倍と速い。
- ジャンプ ： 穴を飛び越えてくるか。しない方が穴に落としたり、床を掘って侵入阻止ポイントを作ったりできるので対応しやすい。なお階段状の段差はどのミイラも飛び越えてくる。